# (30773) Schelde
(30773) Schelde ist ein Asteroid des inneren Hauptgürtels, der am 6. September 1986 von dem belgischen Astronomen Eric Walter Elst am Nazionalna astronomitscheska obserwatorija – Roschen im bulgarischen Rhodopen-Gebirge (IAU-Code 071) entdeckt wurde. Sichtungen des Asteroiden hatte es schon vorher am 18. und 19. Februar 1977 unter der vorläufigen Bezeichnung 1977 DA3 am japanischen Kiso-Observatorium gegeben.
Der mittlere Durchmesser des Asteroiden wurde mit 10,498 (±0,107) km berechnet. Mit einer Albedo von 0,048 (±0,007) hat er eine dunkle Oberfläche.
Mittlere Sonnenentfernung (große Halbachse), Exzentrizität und Neigung der Bahnebene des Asteroiden entsprechen grob der Phocaea-Familie, einer Gruppe von Asteroiden, die nach (25) Phocaea benannt ist. Charakteristisch für diese Gruppe ist unter anderem die 4:1-Bahnresonanz mit dem Planeten Jupiter. Die Sonnenumlaufbahn von (30773) Schelde ist mit mehr als 25° stark gegenüber der Ekliptik des Sonnensystems geneigt, was charakteristisch für Phocaea-Asteroiden ist.
(30773) Schelde wurde am 18. Oktober 2013 nach der Schelde benannt, einem Fluss, der durch Frankreich, Belgien und die Niederlande fließt.